# Targa Florio 1948

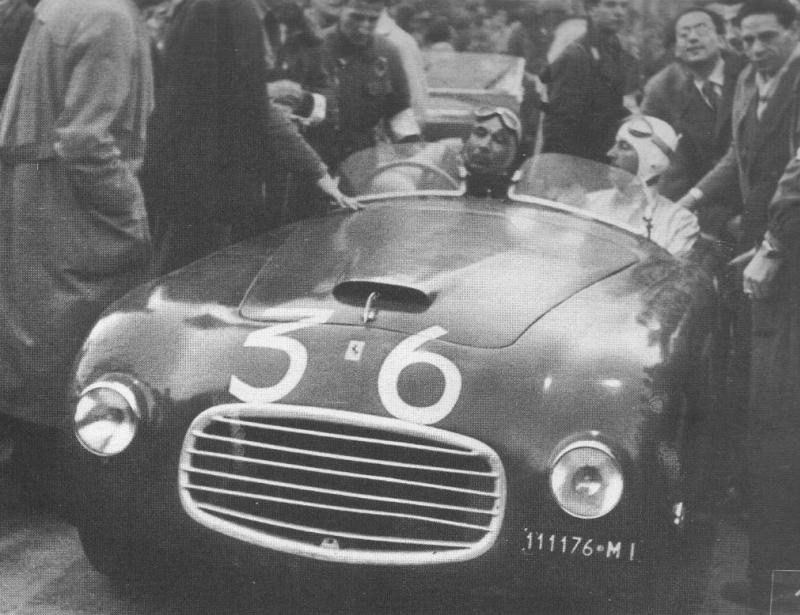
Clemente Biondetti (am Steuer) und Igor Troubetzkoy im siegreichen Ferrari 166 S

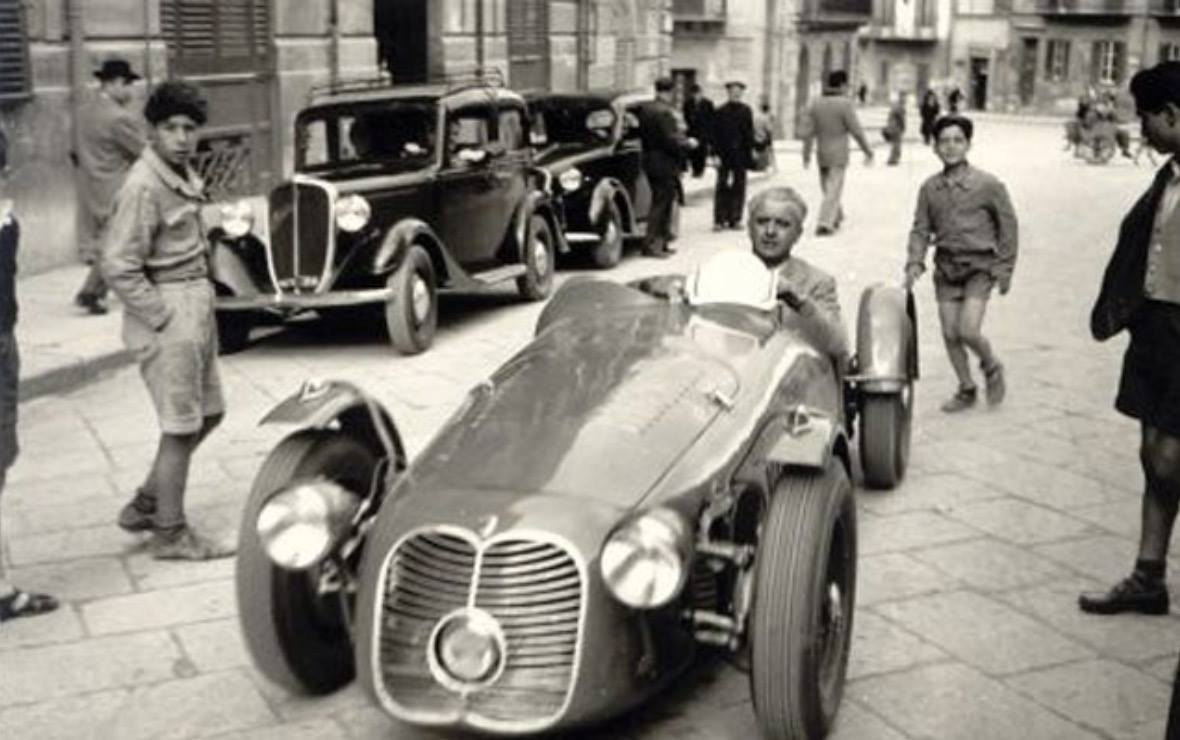
Luigi Villoresi in seinem Maserati A6GCS in den Straßen von Palermo

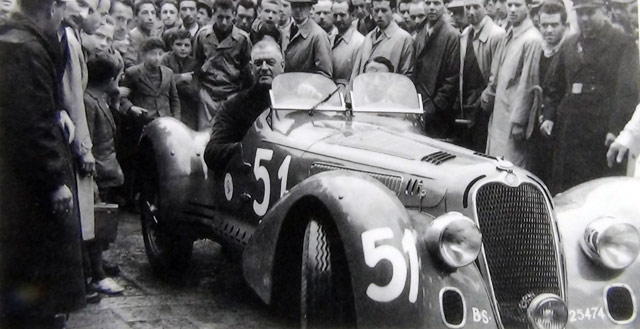
Der Alfa Romeo 8C 2900 von Emilio Romano und Archimede Rosa

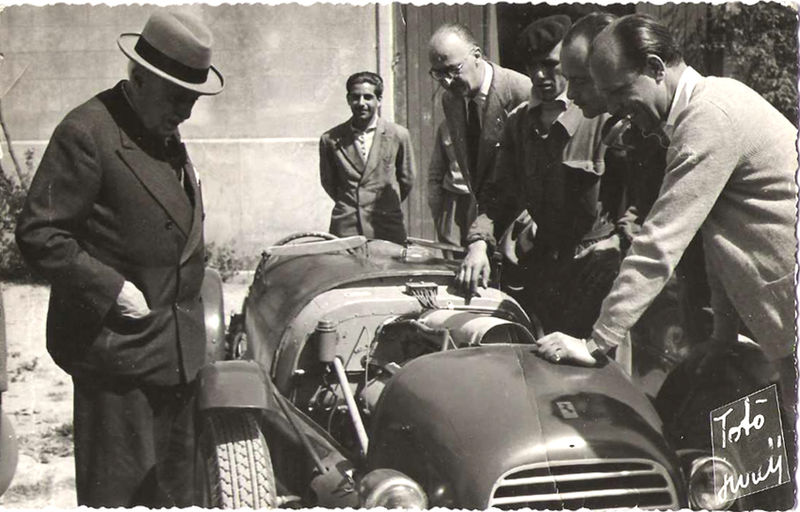
Vincenzo Florio (links) neben dem Ferrari 166 Spyder Corsa von Soave Besana und Bruno Sterzi

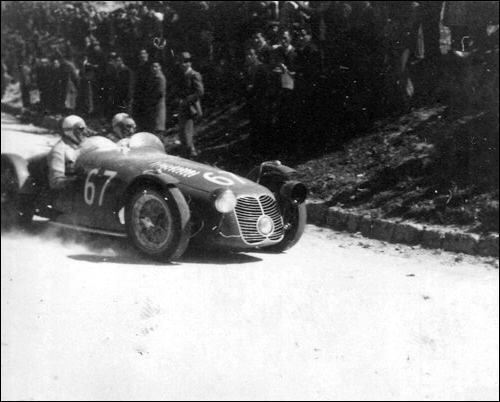
Der fünftplatzierte Salvatore Ammendola in seinem Maserati A6GCS

Die 32. Targa Florio, auch XXXII Targa Florio war ein Straßenrennen auf Sizilien und fand am 4. April 1948 statt. Gleichzeitig war das Rennen der achte Giro di Sicilia, auch 8° Giro di Sicilia.

## Die Familie Florio
Für die einst vermögende und einflussreiche sizilianische Aristokratenfamilie Florio brachten die Kriegsjahre dramatische Veränderungen ihrer Lebensweise. Ende 1942 verließ der Targa-Florio-Gründer Vincenzo Florio seine Heimatstadt Palermo und zog mit seiner zweiten Ehefrau Lucie Henry nach Rom. Dort wohnte er, gesundheitlich angeschlagen und ohne nennenswerte Geldmittel, in einer Wohnung neben der seines Bruders Ignazio. Nach der Absetzung und Festnahme von Benito Mussolini im Juli 1943 unterzeichnete dessen Nachfolger Pietro Badoglio den Waffenstillstand von Cassibile, ein Abkommen zwischen dem Königreich Italien und der Anti-Hitler-Koalition. Darauf folgte die Besetzung großer Teile Italiens durch die deutsche Wehrmacht. Nach der Einnahme von Rom gerieten Florio und seine Frau ins Visier der deutschen Geheimen Staatspolizei.
Das Ehepaar Florio wurde der Komplizenschaft mit der italienischen Königsfamilie im Zusammenhang mit der Unterstützung entflohener alliierter Soldaten bezichtigt, die auf einem beiden Familien gehörenden Anwesen in der Nähe von Brindisi Unterschlupf gefunden hatten. Auch der Verkauf eines großen Teils der Juwelen von Florios Ehefrau blieb der Gestapo nicht verborgen. Sie warf dem Ehepaar vor, mit dem erzielten Erlös Aktivitäten des Widerstands zu finanzieren. Der Verkauf diente aber dazu, den Lebensunterhalt zu bestreiten. Im März 1944 verhafteten Staatspolizisten die Florios. Nur durch einen Zufall entging Vincenzo Florio der Erschießung beim Massaker in den Ardeatinischen Höhlen. 1947 kehrte er mit seiner Frau nach Sizilien zurück und zog wieder in die Villino Florio ein.

## Die Vorgeschichte
Die Geschichte der Targa Florio endete vorerst 1940, als im Parco della Favorita von Palermo das letzte europäische Autorennen während des Zweiten Weltkriegs stattfand. Im Frühjahr 1941 hatte der veranstaltende Sicilian Automobile Club die Zuschauertribünen und Boxenanlagen bei der Start-und-Ziel-Passage in Cerda abreißen lassen. Das Abbruchmaterial verkaufte der Club an Bauern und Handwerker. In den Kriegsjahren nutzte das Areal zuerst die deutsche Wehrmacht und nach der erfolgreichen Operation Husky die 7. US-Armee als Heerlager.
Die Wiedereinführung der Targa Florio als Straßenrennen verdankte die Motorsportveranstaltung einer Gruppe junger sizilianischer Adeliger, zu denen Antonio Pucci und Raimondo Lanza di Trabia zählten. Raimondo Lanza di Trabia, der Lieblingsneffe von Vincenzo Florio, war eine schillernde Persönlichkeit und gehörte in den 1950er-Jahren zum Jetset. Im spanischen Bürgerkrieg kämpfte er als Mitglied der Corpo Truppe Volontarie und nahm an der Schlacht bei Guadalajara teil. Im Zweiten Weltkrieg arbeitete er für den militärischen Nachrichtendienst. Unterstützt von seinem Onkel gelang es di Trabia, Giuseppe Alessi, den Präsidenten der Autonomen Region Sizilien, von der Neuaustragung des Rennens zu überzeugen. Der Plan, die Targa wieder als Straßenrennen rund um Sizilien auszutragen, fand die Zustimmung der Regionalverwaltung. Drei Jahre nach Ende des Krieges wollten die Behördenvertreter den Sizilianern eine Abwechslung vom nach wie vor tristen Alltag verschaffen. Di Trabia und sein Stellvertreter Stefano la Motta gründeten das neue Organisationskomitee, die Comitato Sportivo Motoristico Sicilano mit Sitz im Teatro Politeama in Palermo. Als Datum für die erste Targa Florio nach dem Ende des Zweiten Weltkriegs legte das Komitee den 3. April 1948 fest. Gefahren wurde auf der Route des Giro di Sicilia 1931, allerdings in umgekehrter Richtung. Das Rennen führte über eine Runde, die Distanz betrug 1080 Kilometer. Am Platz der alten Boxenanlagen und Tribünen in Cerda entstanden provisorische Einrichtungen aus Holz.

## Das Rennen

### Die Route
Palermo – Trapani – Marsala – Castelvetrano – Sciacca – Agrigento – Caltanissetta – Enna – Gela – Ragusa – Noto – Siracusa – Catania – Messina – Sant’Agata di Militello – Cefalù – Palermo

### Teams, Hersteller und Fahrer
Für die italienische Automobilindustrie ergab sich durch die Targa Florio die Möglichkeit, für die eigenen Marken zu werben. In der Meldeliste fanden sich Werkswagen von Maserati, Lancia, Cisitalia und Ferrari. Maserati hatte die Rennen der späten 1930er-Jahre mit vier Siegen in Serie geprägt. Die Geschäftsleitung des Sportwagenherstellers wollte an diese Erfolge anschließen und meldete zwei A6GCS über die Scuderia Ambrosiana für Luigi Villoresi (mit Beifahrer Guerino Bertocchi) und Alberto Ascari, der das Rennen ohne Co-Piloten bestritt. Den Werks-Lancia Aprilia fuhr Giovanni Bracco mit dem 19-jährigen Umberto Maglioli als Beifahrer.
Franco Cortese, der im Mai 1947 beim Großen Preis von Rom den ersten Rennsieg für Ferrari eingefahren hatte, steuerte einen Ferrari 166 Sport mit einer Coupé-Karosserie von Allemano. Zwei weitere Ferrari 166, ein Allemano-Cabriolet sowie einen Spyder Corsa, meldete die Scuderia Inter. Miteigentümer der Scuderia war Igor Troubetzkoy. Der in Paris geborene Abkömmling des litauisch-russischen Adelsgeschlechts Trubetskoy war ein Lebemann und seit Mai 1947 mit der Millionenerbin Barbara Hutton verheiratet, die sich von dem Schauspieler Cary Grant hatte scheiden lassen. Als Mitfahrer verpflichtete er Clemente Biondetti, der während des Rennens die meiste Zeit am Steuer des 166 Cabriolet saß. Trubetskoys Geschäftspartner Bruno Sterzi fuhr den Spyder Corsa, gemeinsam mit Soave Besana.
Sechs Fahrzeuge brachte der 1943 in Turin von Piero Dusio gegründete Sportwagenhersteller Cisitalia nach Palermo, allesamt Typen 202D mit Coupé-Karosserien. Fahrer waren unter anderem Piero Taruffi und Adolfo Macchieraldo. Einen Alfa Romeo 8C 2900 fuhren Emilio Romano und Archimede Rosa. Im Unterschied zu ihrem Siegerwagen bei der Mille Miglia 1947 war dieses 8C-Modell ein Cabriolet. Seinen privaten Healey Elliot meldete Giovanni Lurani, dessen Beifahrer Dorino Serafini war.

### Der Rennverlauf
Am Abend vor dem Rennstart – das erste Fahrzeug, ein zehn Jahre alter Fiat 500, wurde eine Minute nach Mitternacht auf die Strecke gelassen – sammelten sich die vom Veranstalter erwarteten Menschenmassen entlang des Kurses. Bereits in Trapani formierten sich die beiden Werks-Maserati, die drei Ferrari und der Cisitalia von Taruffi an der Spitze. Schnellster war Luigi Villoresi mit einem Schnitt 96,269 km/h. Obwohl Troubetzkoy gut mithalten konnte, übernahm Biondetti beim Tankstopp in Castelvetrano das Steuer des Ferrari und holte Villoresi vor Enna ein. Während Ascari im zweiten Maserati nach einem Unfall ausschied, stoppte Villoresi ein Getriebeschaden. Auf den geraden Streckenteilen zurück nach Palermo fuhr Biondetti im Ferrari mit 2-Liter-V12-Motor der Konkurrenz davon. Im Ziel hatte er 16 Minuten Vorsprung auf Taruffi im Cisitalia.
Am Tag nach dem Rennen berichteten die Tageszeitungen von der erfolgreichen Wiederaufnahme der klassischen Targa Florio. Der erste Sieg eines Ferrari bei einem Sportwagenrennen wurde als große Überraschung beschrieben. Auch die Leistung der Cisitalia-Mannschaft, mit den Rängen zwei und drei, wurde gewürdigt.

## Ergebnisse

### Schlussklassement
| 1               | S 2.0   | 36   | Scuderia Inter                          | Clemente Biondetti Igor Troubetzkoy              | Ferrari 166 S                | 12:10:00,000 |
| 2               | S 1.1   | 7    | Compagnia Industriale Sportiva Italiana | Piero Taruffi Domenico Rabbia                    | Cisitalia 202D Coupé         | 12:26:14,400 |
| 3               | S 1.1   | 107  | Compagnia Industriale Sportiva Italiana | Adolfo Macchieraldo Antonio Savio                | Cisitalia 202D Coupé         | 12:30:51,400 |
| 4               | S 1.1   | 63   | Ovidio Capelli                          | Ovidio Capelli Orlando Gerli                     | Fiat 1100 S                  | 12:44:43,000 |
| 5               | S 2.0   | 67   | Salvatore Ammendola                     | Salvatore Ammendola Guglielmo Pinzero            | Maserati A6GCS               | 12:54:50,600 |
| 6               | S 2.0   | 297  | Scuderia Inter                          | Soave Besana Bruno Sterzi                        | Ferrari 166 Spyder Corsa     | 13:25:01,800 |
| 7               | S 1.1   | 1001 | Stefano La Motta                        | Stefano La Motta Gennaro Alterio                 | Cisitalia 202 SMM            | 13:35:30,200 |
| 8               | T 1.5   | 71   | Lancia                                  | Giovanni Bracco Umberto Maglioli                 | Lancia Aprilia 1500          | 13:37:49,000 |
| 9               | S 1.1   | 305  | Compagnia Industriale Sportiva Italiana | Francesco Carena Milto Maritano                  | Cisitalia 202D Coupé         | 13:43:07,000 |
| 10              | S 1.1   | 372  | Compagnia Industriale Sportiva Italiana | Alvise De Pasquali Werther Tracchi               | Cisitalia 202D Coupé         | 13:48:00,000 |
| 11              | S 1.1   | 89   | Mario Lietti                            | Mario Lietti Guglielmo Meneghello                | Fiat Stanguellini 1100 Sport | 13:55:48,800 |
| 12              | S + 2.0 | 57   | Giampiero Bianchetti                    | Giampiero Bianchetti Berardo Cerulli Irelli      | Alfa Romeo 6C 2500 SS        | 13:57:57,800 |
| 13              | T + 1.5 | 76   | Giovanni Lurani                         | Giovanni Lurani Dorino Serafini                  | Healey Elliot                | 14:00:34,200 |
| 14              | S 1.1   | 979  | Pietro Mucera                           | Pietro Mucera Vito Oliveri                       | Fiat Mucera 1100 Sport       | 14:08:01,200 |
| 15              | S + 2.0 | 185  | Mario Bilotti                           | Mario Bilotti Espedito Avventurieri              | Nardi Danese 2500            | 14:09:00,200 |
| 16              | T 1.5   | 133  | Franco Piccinini                        | Franco Piccinini Giannino Marzotto               | Lancia Aprilia 1500          | 14:42:00,200 |
| 17              | S 1.1   | 385  | Simone Ballo                            | Simone Ballo Federico Raffaelli                  | Fiat 1100 Sport              | 14:54:12,200 |
| 18              | T 1.5   | 65   | Ermanno Gurgo Salice                    | Ermanno Gurgo Salice Rinaldo Vandano             | Lancia Aprilia 1500          | 14:55:31,200 |
| 19              | T 1.1   | 991  | Domenico Minneci                        | Domenico Minneci Antonio Di Salvo                | Fiat 1100                    | 14:57:28,000 |
| 20              | T 1.1   | 135  | Luigi Segre                             | Luigi Segre Bruno Martignoni                     | Fiat 1100                    | 14:59:23,800 |
| 21              | S 1.1   | 283  | Adino Chieregato                        | Adino Chieregato Giampaolo Volpini               | Cisitalia 202 SMM            | 15:16:47,800 |
| 22              | S 2.0   | 335  | Giuseppe Tosto                          | Giuseppe Tosto Paolo Coco                        | Alfa Romeo 6C 1750 GS        | 15:22:37,000 |
| 23              | S 2.0   | 982  | Giuseppe Mucera                         | Giuseppe Mucera Raffaele Nifosi                  | Fiat Mucera 1500 Sport       | 15:35:35,000 |
| 24              | T 1.5   | 288  | Domenico Rossi Di Schio                 | Domenico Rossi Di Schio Giovanni Capuzzo         | Lancia Aprilia 1500          | 15:38:03,800 |
| 25              | S 1.1   | 398  | Giuseppe Sutera                         | Giuseppe Sutera Pietro Gelfo                     | Fiat Sutera 1100 Sport       | 15:44:47,200 |
| 26              | S 1.1   | 992  | Giuseppe Mucera                         | Sarino Mucera Mariano Gelfo                      | Fiat Mucera 1100 Sport       | 15:45:47,800 |
| 27              | S 750   | 114  | Officina Meccanica Berardo Taraschi     | Berardo Taraschi Mario Ciarelli                  | Urania BMW 750 Sport         | 15:46:37,000 |
| 28              | S 1.1   | 934  | Antonio D’Agata                         | Antonio D’Agata Gregorio Guzzardi                | Fiat 1100                    | 16:10:09,000 |
| 29              | S 750   | 683  | Francesco Garofano                      | Francesco Garofano Aurelio Signorelli            | Fiat 750 Sport               | 16:33:09,400 |
| 30              | S 1.1   | 651  | Antonio Baietti                         | Antonio Baietti Cesare Folli                     | Fiat 1100                    | 17:26:54,200 |
| 31              | T 750   | 310  | Emanuele De Maria                       | Emanuele De Maria Vincenzo Friullo               | Fiat 500A                    | 17:51:18,800 |
| 32              | T 750   | 729  | Giovanni Battista Motta                 | Giovanni Battista Motta Francesco Barbagallo     | Fiat 500A                    | 18:31:41,800 |
| 33              | T 750   | 700  | Antonino Cernigliaro                    | Antonino Cernigliaro Giuseppe Ballatore          | Fiat 500A                    | 20:03:50,800 |
| Nicht klassiert |         |      |                                         |                                                  |                              |              |
| 34              | T 1.1   | 389  | Franceso Toia                           | Franceso Toia P. Cassarano                       | Fiat 1100                    | 18:18:52,000 |
| 35              | T 1.1   | 697  | Giuseppe Attanasio                      | Giuseppe Attanasio Luigi Amati                   | Fiat 1100                    | 18:54:00,000 |
| Disqualifiziert |         |      |                                         |                                                  |                              |              |
| 36              | T 750   | 386  | Carlo Giardina                          | Carlo Giardina Cottone                           | Fiat 500A                    |              |
| 37              | T 750   | 366  | Vittorio Giliberti                      | Vittorio Giliberti Giuseppe Ballatore            | Fiat 500A                    |              |
| 38              | T 1.1   | 974  | Carlo Leonetti                          | Carlo Leonetti S.Cavalcanti                      | Lancia Aprilia 1500          |              |
| Ausgefallen     |         |      |                                         |                                                  |                              |              |
| 39              | T 750   | 694  | Benedetto Tornetta                      | Benedetto Tornetta D. Zuccalà                    | Fiat 500A                    |              |
| 40              | T 1.1   | 123  | Gino De Sanctis                         | Gino De Sanctis Agostino Prosperi                | Fiat 1100                    |              |
| 41              | T 1.1   | 383  | Luigi Chiaramonte Bordonaro             | Luigi Chiaramonte Bordonaro Domenico Tramontana  | Fiat 1100                    |              |
| 42              | T 1.5   | 64   | Arnaldo Tullini                         | Arnaldo Tullini Luigi Rossi                      | Lancia Aprilia 1500          |              |
| 43              | T 1.5   | 664  | Aurelio Lorenzetti                      | Aurelio Lorenzetti Vito Sante Boido              | Lancia Aprilia 1500          |              |
| 44              | T + 1.5 | 676  | Alessandro Alessi                       | Alessandro Alessi Letterio Bitto                 | Alfa Romeo 6C 2500           |              |
| 45              | S 750   | 120  | Nardi Danese                            | Luigi Valenzano                                  | Nardi Danese BMW 750 Sport   |              |
| 46              | S 750   | 149  | Antonio Nicolai                         | Antonio Nicolai Ferdinando Cagnotto              | Fiat 750 Sport               |              |
| 47              | S 750   | 338  | Alberto Gasparin                        | Alberto Gasparin Salvatore Cinà                  | Fiat Siata 750 Sport         |              |
| 48              | S 750   | 399  | Salvatore La Motta                      | Salvatore La Motta B. Seminara                   | Fiat 750 Sport               |              |
| 49              | S 750   | 670  | Antonio Fargione                        | Antonio Fargione                                 | Fiat 750 Sport               |              |
| 50              | S 750   | 701  | Guido Marino                            | Guido Marino Francesco Sartarelli                | Fiat 750 Sport               |              |
| 51              | S 1.1   | 61   | Compagnia Industriale Sportiva Italiana | Franco Cornacchia Piero Facetti                  | Cisitalia 202D Coupé         |              |
| 52              | S 1.1   | 86   | Compagnia Industriale Sportiva Italiana | Inico Bernabei Dalmazzo                          | Cisitalia 202 Cassone        |              |
| 53              | S 1.1   | 188  | Antonio Bortolami                       | Antonio Bortolami G. Benvenuti                   | Fiat 1100 Sport              |              |
| 54              | S 1.1   | 241  | Enzo Garufi                             | Enzo Garufi G. Rovarisi                          | Fiat 1100 Sport              |              |
| 55              | S 1.1   | 274  | Lo Monaco                               | Alfio Lo Monaco Ignazio Lo Monaco                | Fiat Lo Monaco 1100 Sport    |              |
| 56              | S 1.1   | 270  | Cesare Raganelli                        | Cesare Raganelli Sergio Banti                    | Cisitalia 202                |              |
| 57              | S 1.1   | 273  | Lo Monaco                               | Angelo Lo Monaco                                 | Fiat Lo Monaco 1100 Sport    |              |
| 58              | S 1.1   | 321  | Francesco Siracusa                      | Francesco Siracusa Stefano Canale                | Fiat 1100 Sport              |              |
| 59              | S 1.1   | 360  | Umberto Battiati                        | Umberto Battiati Giovanni Patanè                 | Fiat 1100 Sport              |              |
| 60              | S 1.1   | 382  | Raimondo Lanza di Trabia                | Raimondo Lanza di Trabia Adriano Stagni          | Fiat 1100 Sport              |              |
| 61              | S 1.1   | 387  | Mario Cammarata                         | Umberto Cammarata Mario Cammarata                | Fiat 1100 Sport              |              |
| 62              | S 1.1   | 390  | Antonio Pucci                           | Antonio Pucci Francesco Faraco                   | Fiat 1100 Sport              |              |
| 63              | S 1.1   | 400  | Luigi Renier                            | Luigi Renier G. Gallarano                        | Fiat 1100 Sport              |              |
| 64              | S 1.1   | 721  | Mario Scolari                           | Mario Scolari Regosa                             | Fiat 1100 Sport              |              |
| 65              | S 1.1   | 737  | Maria Teresa de Filippis                | Antonio de Filippis Maria Teresa de Filippis     | Fiat 1100 Sport              |              |
| 66              | S 1.1   | 977  | Giorgio Galliani                        | Giorgio Galliani Roberto Martelli                | Fiat 1100 Sport              |              |
| 67              | S 1.1   | 978  | Gaetano di Stefano                      | Gaetano di Stefano Gaetano Spata                 | Fiat 1100 Sport              |              |
| 68              | S 2.0   | 1    | Scuderia Ambrosiana                     | Luigi Villoresi Guerino Bertocchi                | Maserati A6 GCS              |              |
| 69              | S 2.0   | 3    | Scuderia Ambrosiana                     | Alberto Ascari                                   | Maserati A6 GCS              |              |
| 70              | S 2.0   | 10   | Scuderia Ferrari                        | Franco Cortese Ferdinando Righetti               | Ferrari 166 Spyder Corsa     |              |
| 71              | S 2.0   | 309  | Lorenzo Bonocore                        | Lorenzo Bonocore Giovanni Mancuso                | Bugatti                      |              |
| 72              | S 2.0   | 312  | Mario Piccolo                           | Mario Piccolo Giuseppe Sapienza                  | Alfa Romeo                   |              |
| 73              | S 2.0   | 322  | Luigi Fiertler                          | Luigi Fiertler Giuseppe Mascioli                 | Alfa Romeo                   |              |
| 74              | S 2.0   | 343  | Nicola Musmeci                          | Nicola Musmeci Enzo Catania                      | Maserati A6 GCS              |              |
| 75              | S 2.0   | 405  | Alessandro Perrone                      | Alessandro Perrone Floridia                      | Lancia Aprilia Speciale      |              |
| 76              | S 2.0   | 719  | Gaetano Zaiata                          | Gaetano Zaiata Antonio Savio                     | Alfa Romeo                   |              |
| 77              | S 2.0   | 736  | Antonio de Meo                          | Antonio de Meo Denza                             | Bugatti                      |              |
| 78              | S + 2.0 | 51   | Emilio Romano                           | Emilio Romano Archimede Rosa                     | Alfa Romeo 8C 2900           |              |
| 79              | S + 2.0 | 251  | Nardi Danese                            | Francesco Beneventano Vittorio Omar              | Nardi Danese Alfa Romeo 2500 |              |
| 80              | S + 2.0 | 355  | Antonio Russo                           | Salvatore Russo Gino Giovanni Ughetti            | Fiat 1500 Sport              |              |
| 81              | S + 2.0 | 653  | Gioacchino Granito Di Belmonte          | Gioacchino Granito Di Belmonte Giacomo Chiodelli | Healey Riley Sport           |              |
| 82              | S + 2.0 | 668  | Pietro Orlando                          | Pietro Orlando Antonio di Stefano                | Dodge                        |              |
| 83              | S + 2.0 | 688  | Lullo Pietrangeli                       | Lullo Pietrangeli Nobile                         | Alfa Romeo                   |              |
| Nicht gestartet |         |      |                                         |                                                  |                              |              |
| 84              | S 1.1   | 348  | Baglio Fratelli                         | Michele Baglio Cataldo Baglio                    | Fiat 1100 Sport              | 1            |

1 nicht gestartet

### Nur in der Meldeliste
Hier finden sich Teams, Fahrer und Fahrzeuge, die ursprünglich für das Rennen gemeldet waren, aber aus den unterschiedlichsten Gründen daran nicht teilnahmen.
| Pos. | Klasse | Nr. | Team           | Fahrer                         | Chassis                  |
| ---- | ------ | --- | -------------- | ------------------------------ | ------------------------ |
| 85   | S 1.5  |     | Scuderia Inter | Bruno Sterzi Goffredo Zehender | Ferrari 166 Spyder Corsa |

### Klassensieger
| Klasse  | Fahrer               | Fahrer                 | Fahrzeug              | Platzierung im Gesamtklassement |
| ------- | -------------------- | ---------------------- | --------------------- | ------------------------------- |
| S + 2.0 | Giampiero Bianchetti | Berardo Cerulli Irelli | Alfa Romeo 6C 2500 SS | Rang 12                         |
| S 2.0   | Clemente Biondetti   | Igor Troubetzkoy       | Ferrari 166 S         | Gesamtsieg                      |
| S 1.1   | Piero Taruffi        | Domenico Rabbia        | Cisitalia 202D Coupé  | Rang 2                          |
| S 750   | Berardo Taraschi     | Mario Ciarelli         | Urania BMW 750 Sport  | Rang 27                         |
| T + 1.5 | Giovanni Lurani      | Dorino Serafini        | Healey Elliot         | Rang 12                         |
| T 1.5   | Giovanni Bracco      | Umberto Maglioli       | Lancia Aprilia 1500   | Rang 8                          |
| T 1.1   | Domenico Minneci     | Antonio Di Salvo       | Fiat 1100             | Rang 19                         |
| T 750   | Emanuele De Maria    | Vincenzo Friullo       | Fiat 500A             | Rang 31                         |

### Renndaten
- Gemeldet: 85
- Gestartet: 83
- Gewertet: 33
- Rennklassen: 8
- Zuschauer: unbekannt
- Wetter am Renntag: trocken und warm
- Streckenlänge: 1077,614 km
- Fahrzeit des Siegerteams: 12:10:00,000 Stunden
- Gesamtrunden des Siegerteams: 1
- Gesamtdistanz des Siegerteams: 1077,614 km
- Siegerschnitt: 88,861 km/h
- Schnellste Trainingszeit: keine
- Schnellste Rennrunde: keine
- Rennserie: zählte zu keiner Rennserie